# Ophionereis lineata
Ophionereis lineata är en ormstjärneart som beskrevs av Hubert Lyman Clark 1946. Ophionereis lineata ingår i släktet Ophionereis och familjen Ophionereididae. Inga underarter finns listade i Catalogue of Life.